# Julian Assange
Julian Paul Assange, all'anagrafe Julian Paul Hawkins (Townsville, 3 luglio 1971), è un programmatore e attivista australiano, cofondatore e caporedattore dell'organizzazione divulgativa WikiLeaks.
Nel 2010 ha assunto un'ampia notorietà internazionale per aver rivelato tramite WikiLeaks documenti statunitensi segretati, ricevuti dalla ex militare Chelsea Manning, riguardanti crimini di guerra; per tali rivelazioni ha ricevuto svariati encomi da privati e personalità pubbliche, onorificenze tra cui il Premio Sam Adams, la Medaglia d'oro per la Pace con la Giustizia dalla Fondazione Sydney Peace e il Premio per il Giornalismo Martha Gellhorn.
Dal giugno 2012 Assange si è rifugiato per sette anni presso l'ambasciata dell'Ecuador a Londra, chiedendo asilo politico per evitare l'estradizione chiesta dalla Svezia e dagli Stati Uniti d'America. Dall'11 aprile 2019 al 24 giugno 2024 è stato incarcerato nel Regno Unito presso la Prigione Belmarsh di Sua Maestà, prima per violazione dei termini della libertà su cauzione conseguente a controverse accuse di stupro della Svezia (poco dopo archiviate), e poi in relazione a una sopraggiunta richiesta di estradizione fatta dagli Stati Uniti d'America per l'accusa di cospirazione. Tale detenzione - i cui presupposti erano già stati respinti nel 2015 dal Gruppo di lavoro delle Nazioni Unite sulla Detenzione Arbitraria, rivelatasi anche avvenire in condizioni gravosamente severe - nonché le eventualità di estradizione e persecuzione a vita negli USA, hanno suscitato forte protesta e appelli per il rilascio da parte dell'opinione pubblica e di svariate organizzazioni per i diritti umani, fino all'attivarsi del relatore ONU sulla tortura, il quale nel novembre 2019 ha dichiarato che Assange deve essere rilasciato e la sua estradizione dev'essere negata, dichiarazione successivamente fatta propria anche dal Consiglio d'Europa.
A inizio dicembre 2020 il relatore ONU sulla tortura, Nils Melzer, oltre a rinnovare l'appello per l'immediata liberazione di Assange, ha chiesto che - in attesa della decisione sull'estradizione prevista per gennaio 2021 - questi venisse almeno trasferito dal carcere a un contesto di arresti domiciliari. Il 5 gennaio 2021 la giustizia inglese ha negato l'estradizione di Assange per motivi di natura medica, nello specifico per il bene della sua salute mentale, poiché era alto il rischio di tendenze suicide. Il 10 dicembre 2021 l'Alta corte di Londra ha ribaltato la sentenza che negava l'estradizione. Un ulteriore passo verso la consegna di Assange ai tribunali americani è avvenuto il 14 marzo 2022: la Corte Suprema del Regno Unito ha respinto il ricorso presentato dai legali dell'australiano, lasciando l'ultima decisione al ministro dell'interno Patel. Il 21 aprile 2022 la Westminster Magistrates' court di Londra ha emesso l’ordine formale di estradizione negli USA per Julian Assange, durante l’udienza a cui l’attivista australiano ha assistito in videocollegamento.
Il 24 giugno 2024 è stato scarcerato in seguito ad un accordo con il Dipartimento della giustizia Usa, in cui ha accettato di dichiararsi colpevole di un reato in cambio della libertà, e ha fatto ritorno in Australia.

## Biografia

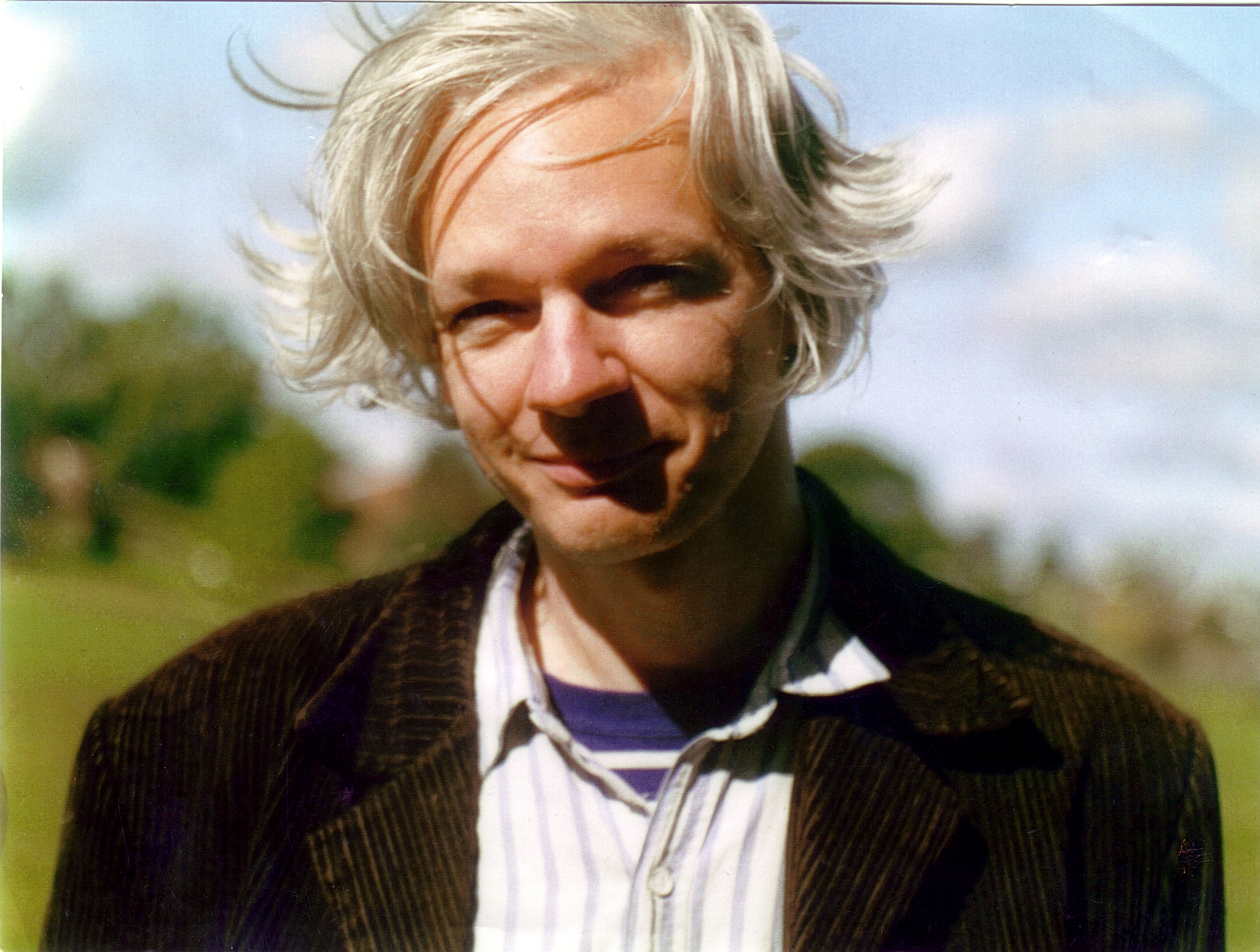
Julian Assange nel 2006

Assange nasce a Townsville, nel Queensland, nel 1971; si definisce un anarchico e critto-attivista, ma non è contrario alla partecipazione politica elettorale. I genitori si conobbero durante una manifestazione contro la guerra del Vietnam. Figlio di attori teatrali, da bambino, secondo quanto riportato, avrebbe cambiato casa 37 volte, studiando nelle diverse biblioteche cittadine in cui si trovava, senza mai andare a scuola. A sedici anni sa scrivere programmi per il Commodore 64. Lascia la casa a diciassette anni, si sposa a diciott'anni e diventa padre; poi si separa dalla moglie.
Verso la fine degli anni ottanta diviene membro di un gruppo di hacker noto come International Subversives ("Sovversivi internazionali") con lo pseudonimo di "Mendax" (da una frase di Orazio: "magnificamente mendace"). Nel 1991 subisce un'irruzione nella sua casa di Melbourne da parte della polizia federale australiana, con l'accusa di essersi infiltrato in vari calcolatori appartenenti a un'Università australiana e nel sistema informatico del Dipartimento della difesa americano. Nel 1992 gli vengono rivolti ventiquattro capi di accusa per reati inerenti alla pirateria informatica.
Assange è condannato, ma in seguito è rilasciato per buona condotta, dopo aver pagato una multa di 2 100 dollari australiani. Nel 1995 scrive Strobe, programma a sorgente aperta dedicato al port scanning. Nel 1997 collabora alla stesura del libro Underground: Tales of Hacking, Madness and Obsession on the Electronic Frontier. Dal 2003 al 2006, studia fisica e matematica all'Università di Melbourne, ma non ottiene la laurea. Studia anche filosofia e neuroscienze.

## Attività giornalistica e attivismo

### WikiLeaks
(Julian Assange)

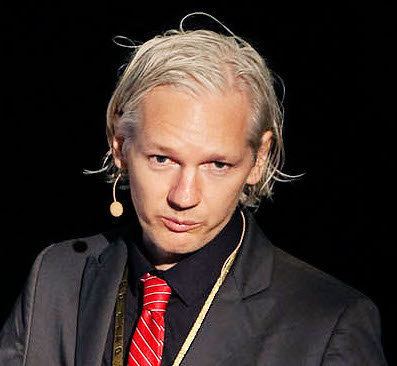
Assange a Copenaghen nel 2009

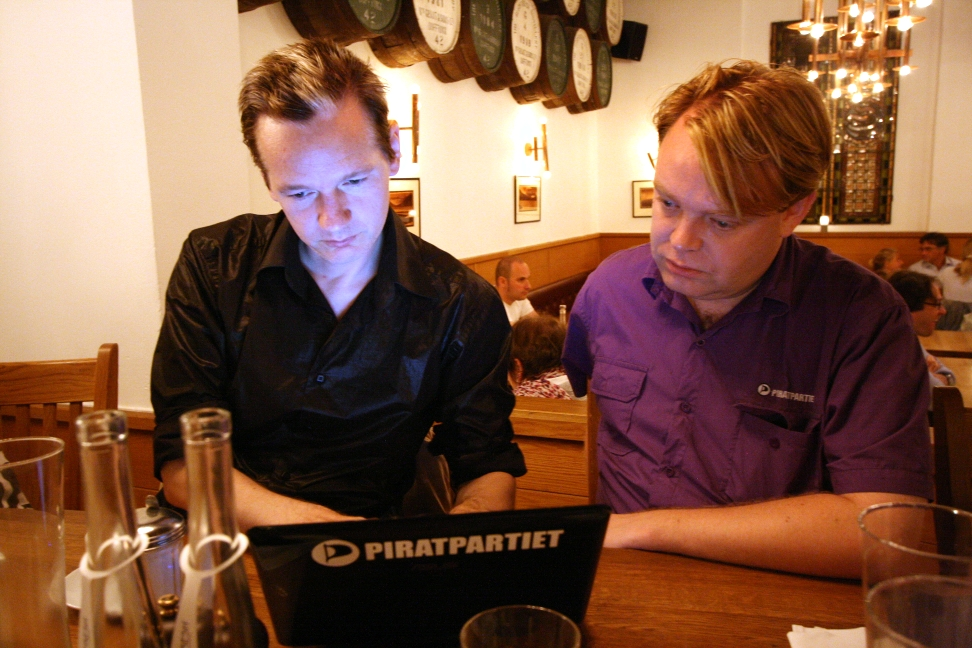
Assange con Rickard Falkvinge, la guida del Partito Pirata della Svezia e sostenitore di Wikileaks

A partire dal 2006 è tra i promotori del sito web WikiLeaks, del quale si definisce caporedattore. WikiLeaks nel corso degli anni pubblica documenti da fonti anonime e informazioni segrete; tra questi notizie riservate sui bombardamenti nello Yemen, sulla corruzione nel mondo arabo, sulle esecuzioni extragiudiziarie da parte della polizia keniota, sulla rivolta tibetana in Cina (2008), sullo scandalo petrolifero in Perù e le e-mail del governo turco dopo le purghe del governo Erdoğan nel 2016.
WikiLeaks giunse all'attenzione internazionale nel 2010 quando fece trapelare una serie di notizie fornite da Chelsea Manning. Queste notizie comprendevano il video Collateral Murder (Uccisione Collaterale) (aprile 2010), diari della guerra in Afghanistan (luglio 2010), i diari della guerra in Iraq (ottobre 2010) e CableGate (novembre 2010). Dopo le fughe di notizie del 2010, il governo degli Stati Uniti avviò un'indagine su WikiLeaks.
Il 28 novembre 2010 WikiLeaks rende di pubblico dominio oltre 251.000 documenti diplomatici statunitensi, molti dei quali etichettati come "confidenziali" o "segreti". Il giorno seguente, il procuratore generale dell'Australia, Robert McClelland, dichiara alla stampa che l'Australia è intenzionata a investigare sulle attività di Assange e di WikiLeaks. Afferma inoltre che, dal «punto di vista dell'Australia, ci potrebbe essere un buon numero di leggi violate con il rilascio di queste informazioni. La polizia federale australiana lo sta verificando». McClelland non esclude la possibilità del ritiro del passaporto australiano dell'informatico. Per salvare il materiale, Assange arruola alcune sentinelle in possesso di chiavi d'accesso: "Noi siamo l'assicurazione sulla vita di Julian", afferma uno di loro in un'intervista con Giovanni Mari nel 2010.

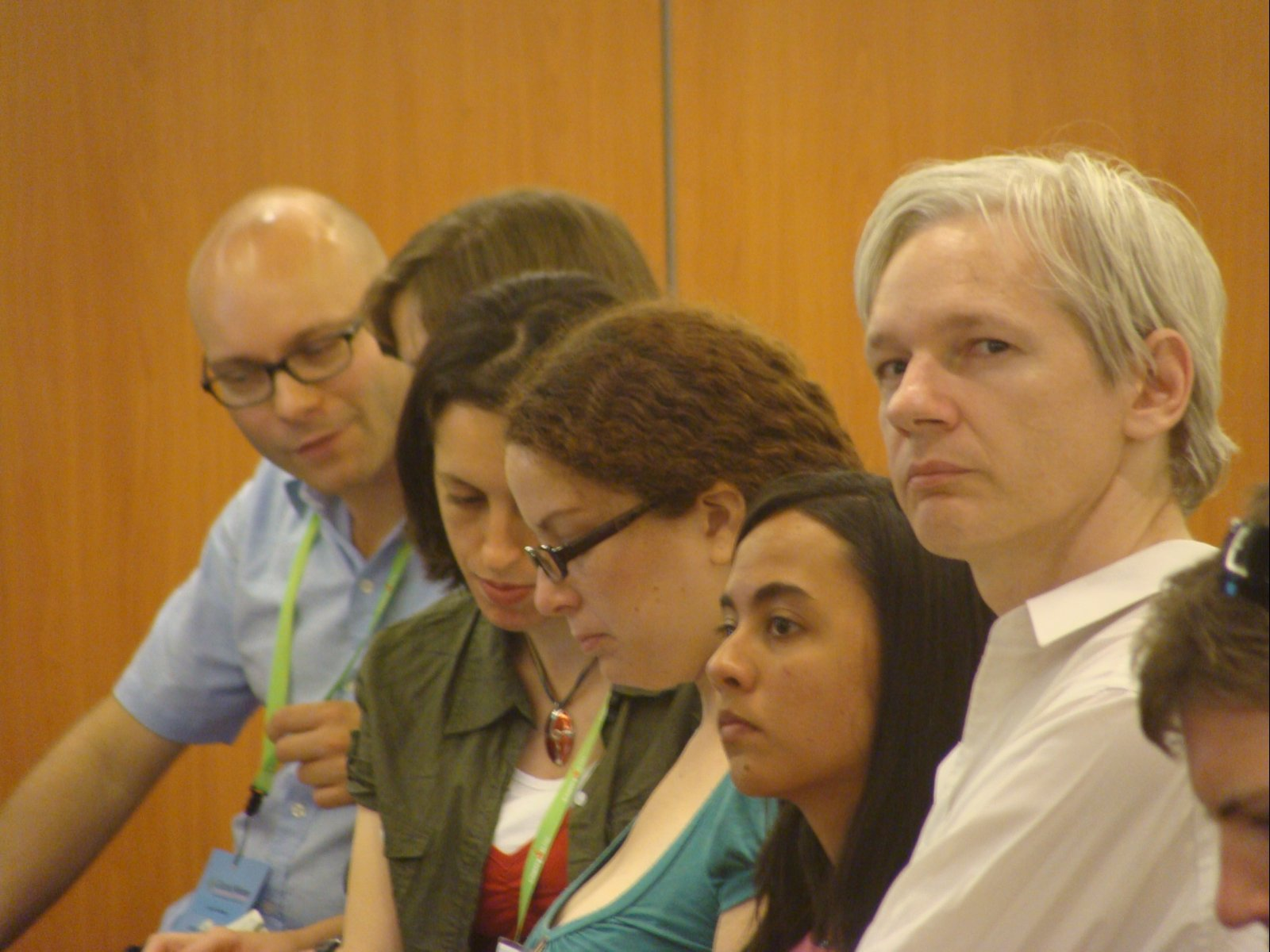
Julian Assange in Ungheria nel 2008

Julian Assange è considerato una sorta di eroe dai suoi sostenitori, per la sua lotta contro la segretezza e il controllo e per gli sforzi per la promozione di una maggiore trasparenza e responsabilità da parte di governi e istituzioni. Per queste ragioni, è considerato da gran parte dell’opinione pubblica un perseguitato politico e che la sua difesa sia anche quella della libertà di espressione. Di contro, gli avvocati del governo americano negano che Assange sia perseguitato per le sue opinioni, ma solo per la pubblicazione di informazioni classificate e riservate senza autorizzazione, ottenute tramite hackeraggio o da whistleblower. Le sue azioni avrebbero causato danni ai servizi di sicurezza USA, poiché la segretezza è considerata necessaria per proteggere interessi di sicurezza. La diffusione di notizie riservate sarebbe una minaccia per le vite delle persone coinvolte in operazioni sensibili e per le relazioni internazionali, pertanto è accusato di spionaggio, assimilato a un terrorista. Le accuse di spionaggio sono basate sulle leggi esistenti che vietano la divulgazione non autorizzata di informazioni classificate e ritengono che Assange debba essere processato.

### Conduttore televisivo
Il 17 aprile 2012 va in onda sul canale televisivo Russia Today la prima puntata di The World Tomorrow, talk-show che Assange conduce dall'abitazione in cui si trova agli arresti domiciliari nel Regno Unito. Il programma ha cadenza settimanale e consiste in un'intervista di circa 25 minuti con uno o due ospiti. Dopo essere andate in onda, le interviste sono disponibili sul canale YouTube di Russia Today e sul sito worldtomorrow.wikileaks.org. Le puntate sottotitolate in italiano si trovano nel canale video di Repubblica e sono presentate dalla giornalista Stefania Maurizi autrice del libro Dossier Wikileaks e collaboratrice di Repubblica e l'Espresso. L'ospite della prima puntata è stato Hassan Nasrallah, capo di Hezbollah. In una delle ultime puntate vengono intervistati il linguista Noam Chomsky e lo scrittore Tariq Ali.

### Arresto in Gran Bretagna con l'accusa di reati sessuali

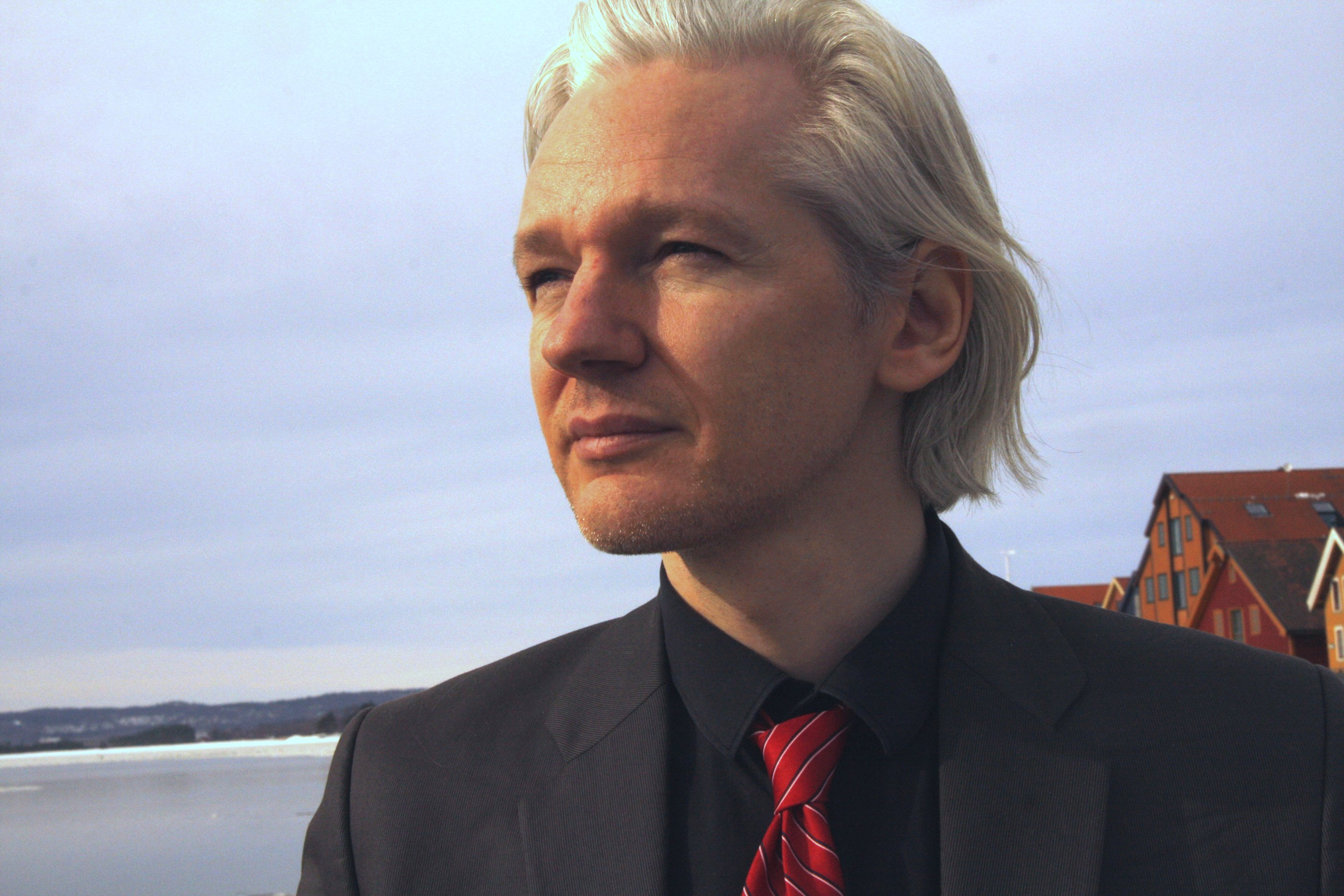
Assange nel 2010

Il 18 novembre 2010 il tribunale di Stoccolma spicca un mandato d'arresto in contumacia nei suoi confronti con l'accusa di stupro, molestie e coercizione illegale. Assange nega l'accusa sostenendo che essa è solo un pretesto per estradarlo dalla Svezia agli Stati Uniti a causa del suo ruolo nella pubblicazione di documenti statunitensi segreti.
Il reato contestatogli sarebbe quello di aver avuto rapporti sessuali non protetti, seppur consenzienti, con due donne, Anna Ardin (militante femminista, segretaria dell'associazione "Brotherhood Movement" e autrice di una Guida alla vendetta contro il partner pubblicata in rete) e W., e di essersi successivamente rifiutato di sottoporsi a un controllo medico sulle malattie sessualmente trasmissibili, condotta considerata criminosa dalla legge svedese.
La denuncia era stata fatta dalle sue ex-amanti, dopo che esse avevano appreso l'una dall'altra di aver avuto rapporti sessuali con lui; al momento dell'emissione del mandato di arresto contro Assange non esistevano comunque prove a suo carico che non fossero la parola delle due donne. Inoltre, secondo la stampa svedese, la poliziotta che ha raccolto la testimonianza di Ardin, e Ardin stessa, erano molto amiche e sarebbe stata proprio l'agente a incitare la donna a denunciare l'ex amante dopo averle spiegato che per la giustizia locale rifiutarsi di usare il profilattico durante un rapporto si configura come stupro. «È ora di sgonfiare quel pallone gonfiato ed esageratamente osannato di Julian Assange» aveva dichiarato la poliziotta sulla sua pagina Facebook. La seconda accusatrice, W., alla fine della deposizione si è rifiutata di firmare le dichiarazioni trascritte.
Molti hanno infine sollevato dubbi sulla natura del provvedimento, mettendo in rilievo la coincidenza temporale con la pubblicazione da parte di Wikileaks dei documenti diplomatici statunitensi.
Il 20 novembre l'Interpol e il Sistema di Informazione Schengen recepiscono il mandato di arresto.

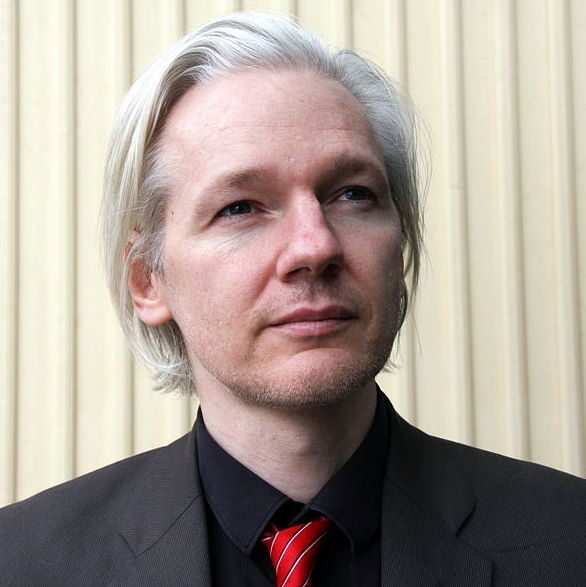
Assange nel 2010

Il 7 dicembre 2010 Assange si presenta spontaneamente negli uffici di Scotland Yard e viene arrestato in seguito al mandato di cattura europeo. Lo stesso giorno, il tribunale respinge la richiesta di libertà provvisoria su cauzione appoggiata da diverse personalità del cinema e del giornalismo.
Nel frattempo la Svezia presenta una richiesta di estradizione alle autorità britanniche: secondo alcune fonti, tale richiesta sarebbe finalizzata a estradarlo in realtà negli Stati Uniti dove lo attende un processo per spionaggio.
Il 16 dicembre, dopo nove giorni di carcere, Assange viene rilasciato su cauzione, e la decisione sulla richiesta di estradizione rimandata.
L'accusa per spionaggio, negli Stati Uniti, può costare l'ergastolo e anche la pena di morte. In difesa di Assange si schiera anche l'attivista statunitense Robert Meeropol Rosenberg, il figlio dei coniugi Rosenberg, militanti comunisti che furono gli ultimi condannati a morte per questo reato negli USA (1953), lanciando un appello a difendere Assange e a non consegnarlo agli americani.
Il 2 novembre 2011 l'Alta corte di Londra dà il via libera all'estradizione richiesta dalla Svezia.

### Concessione dellostatusdi rifugiato politico e attività dall'ambasciata dell'Ecuador

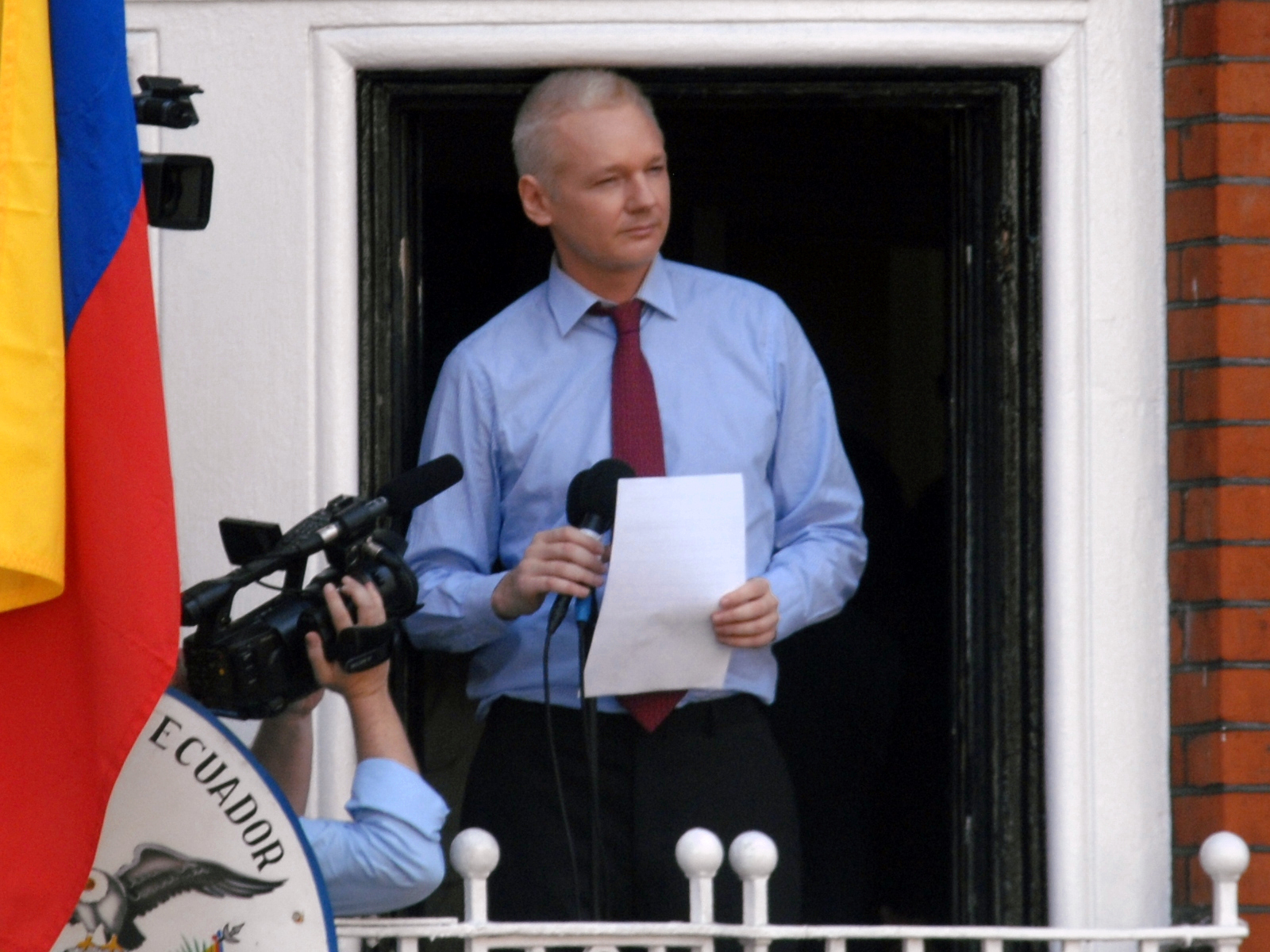
Assange legge un comunicato dal balcone dell'Ambasciata dell'Ecuador in Londra - 2012

Nel giugno 2012 la Corte Suprema britannica rigettò il ricorso presentato contro il via libera all'estradizione e Assange scelse di recarsi presso l'ambasciata dell'Ecuador a Londra, chiedendo asilo politico in quanto perseguitato. Ne dà informazione in una conferenza stampa il 19 giugno 2012 il ministro degli Esteri, Ricardo Patiño, specificando che l'Ecuador sta valutando la richiesta. Da Quito, capitale del Paese sudamericano, già nel 2010 era stata mandata ad Assange un'offerta di collaborazione "senza precondizioni", al fine di permettere all'attivista di "esprimersi liberamente" risiedendo in tale nazione. Alla base di tale offerta vi era il fatto che il governo di Rafael Correa era preoccupato per alcune attività illegali statunitensi in Ecuador e auspicava che esse fossero documentate e descritte all'opinione pubblica mondiale da WikiLeaks. Da allora Assange rimase nell'ambasciata dell'Ecuador a Londra per quasi sette anni.
Secondo la madre dell'attivista, Assange in tale periodo iniziò ad avere problemi di salute dovuti a logorio psicofisico estremo dovuto alla persecuzione nei suoi confronti.
Il 16 agosto 2012 il governo del socialista Rafael Correa concede lo status di rifugiato politico ad Assange, mentre questi si trova ancora nell'ambasciata, poiché il Regno Unito non vuole garantirgli un salvacondotto e minaccia di arrestarlo con un'incursione per poterlo consegnare alla Svezia, nonostante la possibile grave violazione del diritto internazionale all'immunità delle sedi diplomatiche.

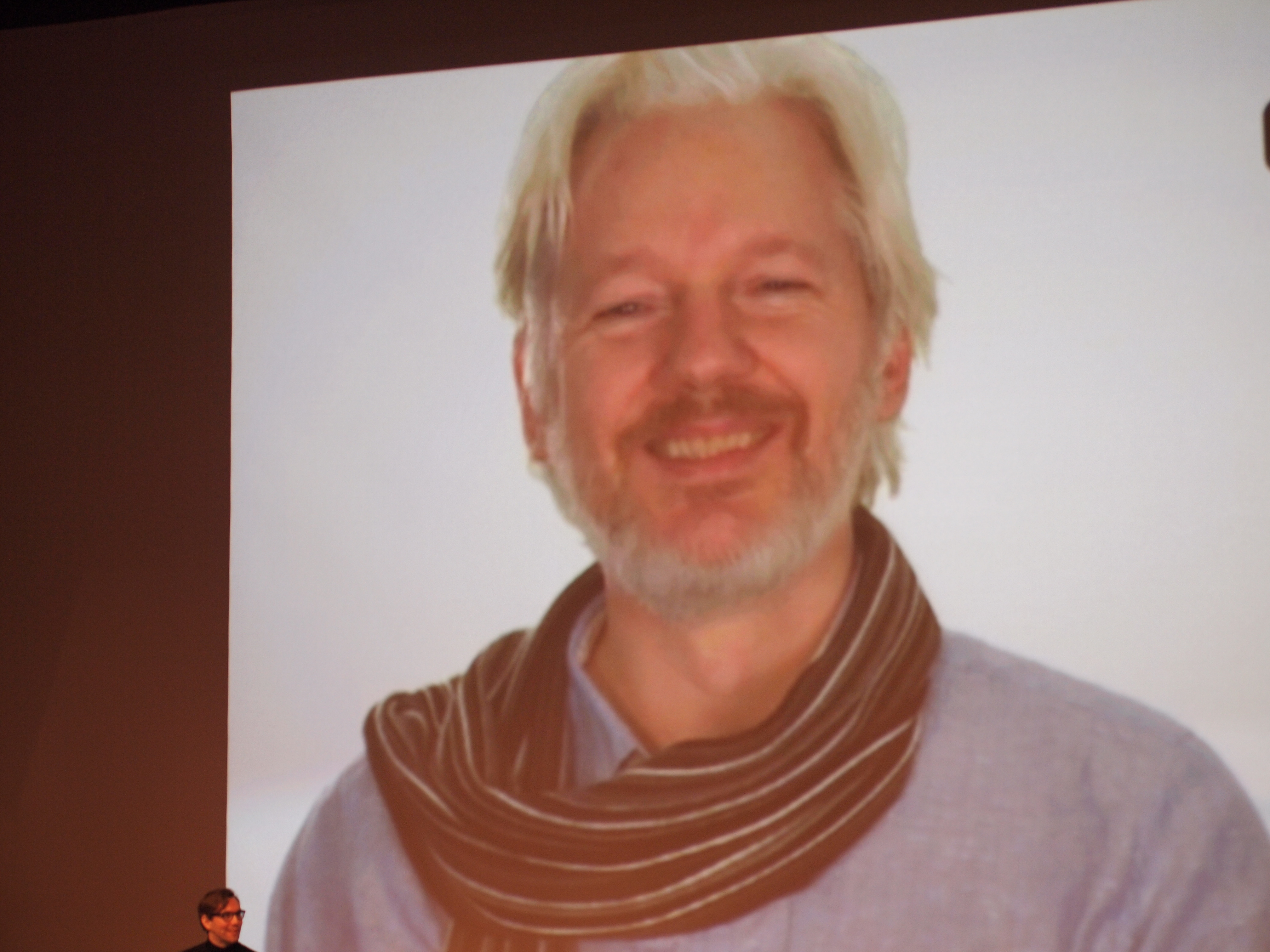
Assange in un contributo video al Chaos Communication Congress 2013

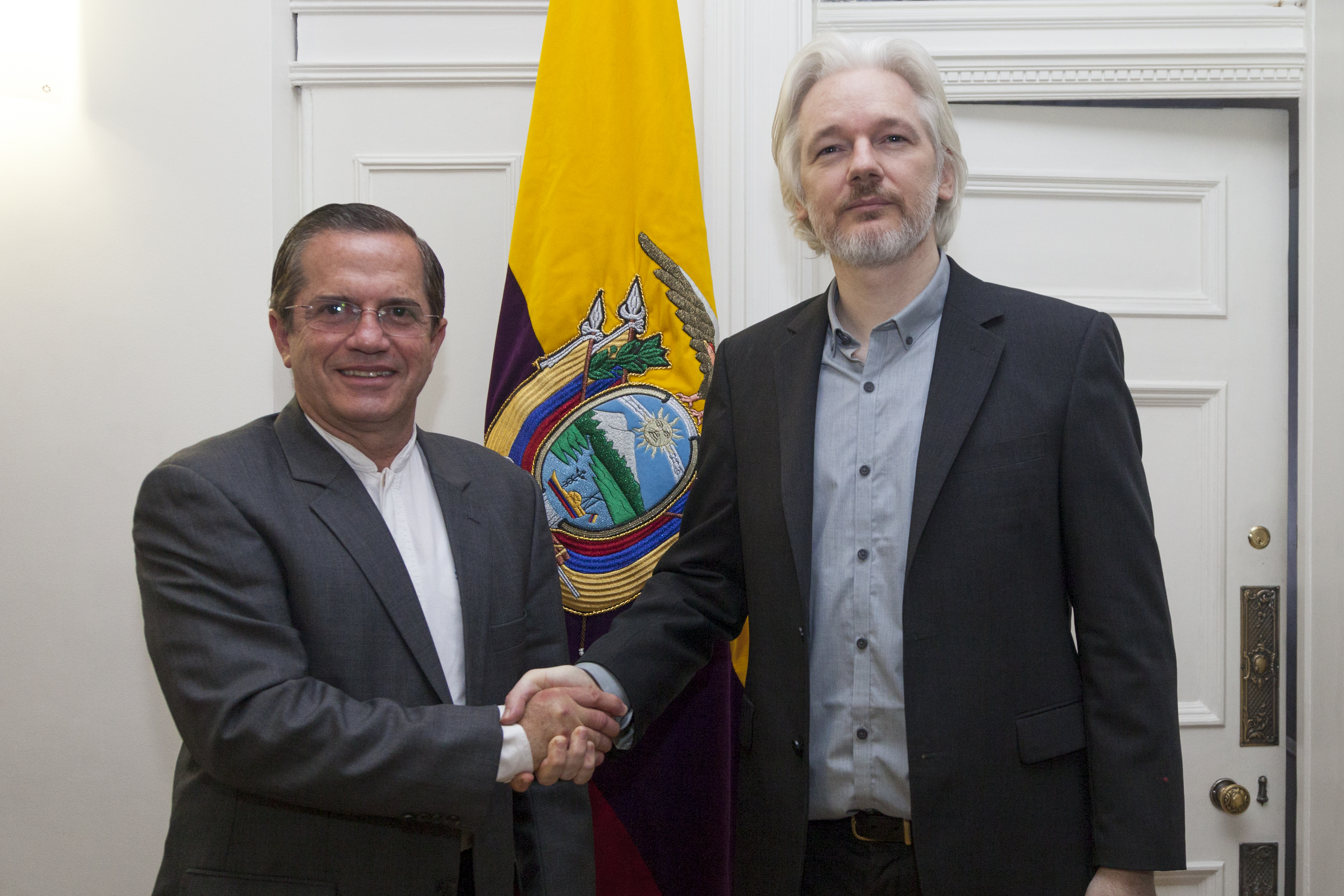
Assange con il Ministro per gli Affari Esteri dell'Ecuador Ricardo Patiño, 2014

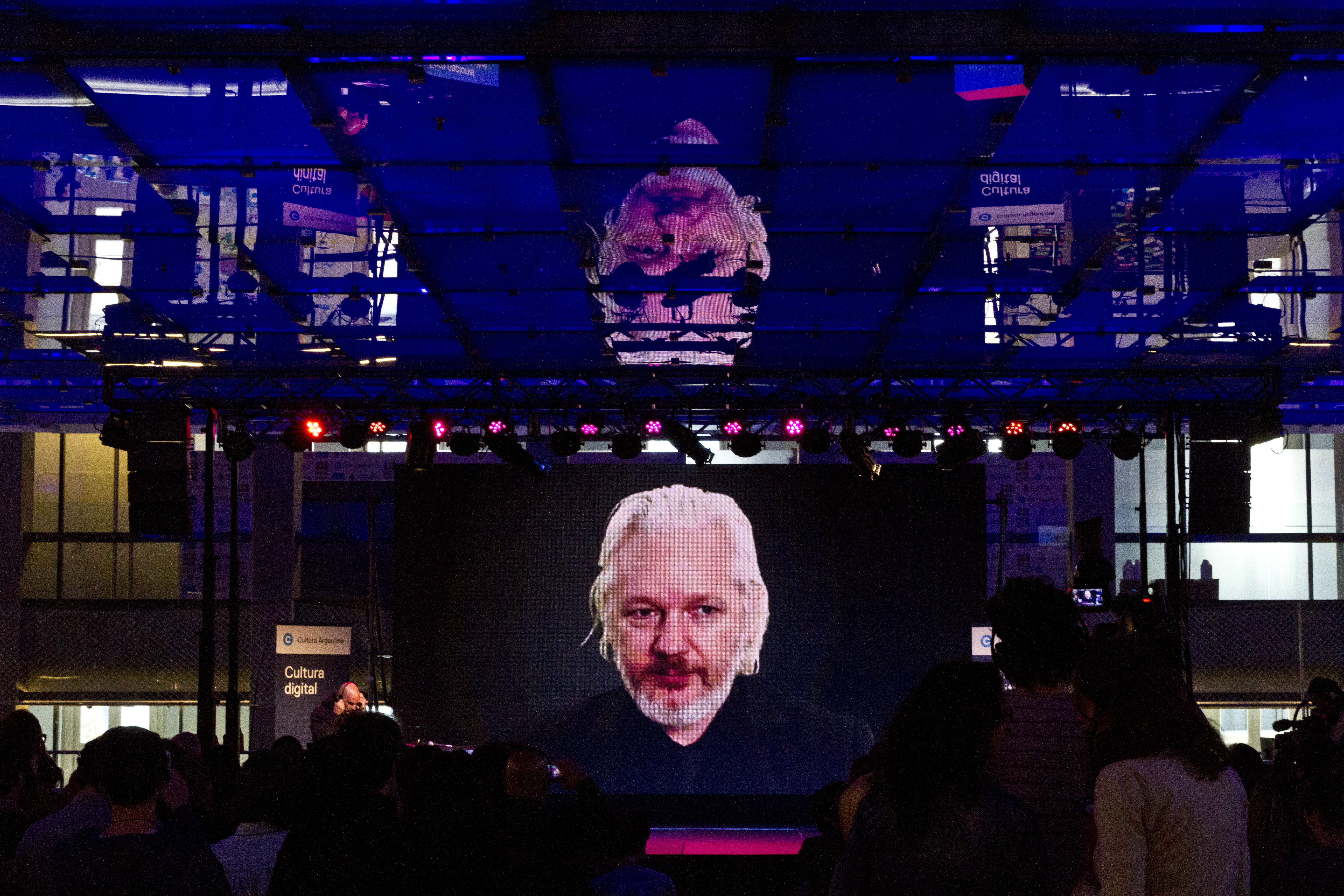
Assange in videoconferenza con il forum Argentino "Cultura Digital" di Buenos Aires, 2015

Il 30 gennaio 2013 è stata annunciata la sua candidatura al senato australiano dalla prima ministra del partito laburista Julia Gillard. Anche se dal 2012 Assange si trova nell'ambasciata dell'Ecuador di Londra, secondo le leggi australiane si può comunque candidare. La premier ha in seguito aggiunto che la presenza di Assange potrà garantire un po' di vigilanza all'interno del senato. Il partito di Assange ottiene l'1,19%, pari a 23 007 voti, non superando quindi la soglia per entrare in parlamento.
Nel marzo 2015 è stato reso noto che la magistrata svedese Marianne Ny, per evitare la prescrizione di alcuni reati nell'agosto dello stesso anno, ha accettato la richiesta dei legali di Assange di farlo interrogare a Londra all'interno dell'ambasciata ecuadoriana da un magistrato svedese. Tale magistrato avrebbe avuto anche il compito di tornare in Svezia con campioni di DNA del giornalista australiano.
A luglio 2015, dichiarandosi in pericolo di vita, Assange chiede protezione alla Francia (più vicina da raggiungere rispetto all'Ecuador, oltre che per i rapporti diplomatici migliori con l'Inghilterra e patria di uno dei figli di Assange), ma le autorità francesi rifiutano prontamente qualsiasi aiuto. Viene poi specificato da Baltazar Garzon e dall'organizzazione stessa via Twitter che Assange non aveva inviato nessuna formale richiesta di asilo, ma la lettera aperta era semplicemente un modo per rispondere alle dichiarazioni di Christiane Taubira, che aveva affermato che la Francia avrebbe dovuto concedere asilo ad Assange e Snowden dopo le rivelazioni sullo spionaggio della NSA.
Nel dicembre 2015 il Gruppo di lavoro delle Nazioni Unite sulla Detenzione Arbitraria ha concluso che l'excursus delle vicende di detenzione iniziate il 7 dicembre 2010, compresa la permanenza forzata di Assange nell'ambasciata dell'Ecuador, sono configurabili come detenzione arbitraria e illegale da parte di Gran Bretagna e Svezia, e che per tanto Assange avrebbe dovuto essere liberato e risarcito. Regno Unito e Svezia rifiutarono.
Durante le primarie presidenziali del Partito Democratico statunitense del 2016, WikiLeaks pubblicò dei messaggi di posta elettronica inviati e ricevuti dalla candidata Hillary Clinton dal suo elaboratore di posta privato quando era Segretario di Stato, dimostrando tra l'altro il coinvolgimento dell'Arabia Saudita e del Qatar in varie azioni di supporto alla formazione dello Stato Islamico della Siria e dell'Iraq (ISIS) e ponendo concreti dubbi sul coinvolgimento statunitense in esse.
Nonostante le numerose accuse al riguardo, lanciate principalmente dal Partito Democratico statunitense, Assange ha negato sistematicamente qualsiasi connessione o cooperazione di Wikileaks con la Russia in relazione alle fughe di notizie, accusando allo stesso tempo la campagna Clinton di alimentare una "isteria neo-maccartista".
In ogni caso le rivelazioni di WikiLeaks vennero ritenute rilevanti se non determinanti nel portare alla sconfitta il Partito Democratico statunitense alle elezioni presidenziali negli Stati Uniti d'America del 2016, contribuendo cioè indirettamente a portare alla Presidenza USA Donald Trump; per tale fatto WikiLeaks - e di riflesso Assange - agli occhi dell'area progressista (compresa la stampa progressista) passarono dall'essere ammirati e celebrati all'essere ignorati se non avversati (ad esempio nell'ambito delle controverse accuse di stupro da parte della Svezia, conflittuali con le tematiche femministe), e di tale mutato atteggiamento Assange si ritroverà a pagare le spese soprattutto in seguito, quando vicende di violazioni dei diritti umani contro di lui ottengono minima attenzione dai canali normalmente sensibili e attivi al riguardo.
L'anno successivo, a gennaio, Assange affermò che avrebbe potuto consegnarsi agli USA in cambio della libertà per Chelsea Manning, la militare transgenere informatrice di WikiLeaks. In seguito alla concessione della grazia a quest'ultima (avvenuta per commutazione), non si è tuttavia consegnato, in quanto gli Stati Uniti non avrebbero formulato una formale richiesta di estradizione.
Il 19 maggio 2017 la procura svedese archiviò l'accusa di stupro (che andrà poi prescritta nel 2020) in quanto Assange non era processabile nell'immediato. A carico di Assange rimase però il mandato di cattura internazionale e britannico per via del fatto di non essersi presentato in tribunale a Londra dopo aver ottenuto la libertà su cauzione, motivo per cui egli rimase nell'ambasciata ecuadoriana.
L'11 gennaio 2018 l'Ecuador rese noto d'aver concesso ad Assange la cittadinanza Ecuadoriana il 12 dicembre precedente; nel frattempo erano occorsi anche tentativi di attribuirgli l'immunità diplomatica, al fine di poter lasciare l'Ambasciata senza incorrere in arresti.
Successivamente, nel 2019 fu scoperto che durante gli anni della permanenza nell'ambasciata Assange era sottoposto a sofisticati spionaggi audio/video, compresi i momenti di colloquio con i suoi avvocati; la cosa sarebbe accaduta all'insaputa del governo dell'Ecuador.

## Il secondo arresto
Una serie di controversie con i nuovi rappresentanti dell'autorità dell'Ecuador, comprensive di processi e appelli, sfociano repentinamente in una inusuale revoca dell'asilo politico nella prima mattinata dell'11 aprile 2019, quando l'Ecuador acconsente ad agenti della polizia metropolitana di Londra di entrare in Ambasciata e prelevare Assange contro la sua volontà, senza rispettare il fatto che egli era in possesso della cittadinanza di quello Stato (l'Ecuador dichiarerà al riguardo di averla "sospesa").
L'arresto sarebbe avvenuto sfruttando il complesso sistema di spionaggio sull'ambasciata dell'Ecuador in modo tale da impedire l'attivazione di un misterioso pulsante anti-panico che a detta dell'attivista avrebbe potuto comportare gravi conseguenze contro lo Stato sudamericano.
Trascinato a forza fuori dall'Ambasciata, dopo l'arresto è stato prima condotto davanti al giudice Michael Snow e successivamente in carcere.
Yanis Varoufakis, in un'intervista, ha dichiarato che già nel dicembre precedente Julian Assange era convinto che l'Ecuador non l'avrebbe più protetto dopo il cambio dell'Ambasciatore e del personale dell'ambasciata voluto dal nuovo Presidente dell'Ecuador eletto nel 2017, Lenín Moreno, cui già nell'agosto del 2018 veniva attribuita la decisione di estradare Assange negli Stati Uniti d'America.

### La detenzione nella "HM Prison Belmarsh"
Il 1º maggio 2019, per aver violato nel giugno 2012 i termini della libertà su cauzione concessagli il 16 dicembre 2010 - in relazione alle accuse di stupro presentate in Svezia - recandosi nell'ambasciata Ecuadoriana (dove ottenne asilo politico), Assange è condannato quasi al massimo della pena dal Giudice Deborah Taylor della Westminster Court, 50 settimane (la metà in prigione e il resto in libertà condizionata se non commetterà successivi crimini), da scontare nel carcere di massima sicurezza Belmarsh (detto "la Guantánamo britannica"). Diverse voci si sono levate contro questa sentenza.
Lo stesso giorno, il governo degli Stati Uniti aprì un'inchiesta contro Assange per la presunta intrusione informatica correlata alle fughe di notizie fornite da Chelsea Manning.
Il giorno successivo Julian Assange è comparso via videolink innanzi alla Corte di Westminster di Londra per la prima audizione procedurale riguardo alla richiesta di estradizione negli USA in rapporto ad un caso di supposto hackeraggio in associazione con Chelsea Manning. In questa occasione Assange ha rifiutato di consegnarsi volontariamente per essere estradato negli Stati Uniti. Lo stesso giorno, ed espressamente anche in riferimento alla "giornata mondiale della libertà di stampa" che sarebbe stata celebrata l'indomani, un gruppo di stimati giuristi della Svizzera ha presentato al governo del proprio paese formale richiesta di concedere asilo politico ad Assange, appoggiando analoghe richieste presentate in passato al Consiglio Federale.
Il 12 maggio la Svezia riapre il caso per le presunte molestie sessuali a carico di Julian Assange e il 20 maggio ne chiede l'estradizione, tuttavia il successivo 19 novembre l'inchiesta fu nuovamente archiviata poiché gli elementi non furono ritenuti abbastanza forti per formulare un'incriminazione.
Il 23 maggio 2019 il governo statunitense accusò ulteriormente Assange della violazione dell'Espionage Act, legge risalente al 1917. Questa decisione fu criticata da redattori di alcuni giornali, tra cui The Washington Post e The New York Times. Le critiche all’applicazione di questa legge, risalente al 1917, risiedono nella sua vetustà, poco adatta a una società più libera come quella attuale, poiché frena la circolazione di informazioni importanti, soprattutto in contesti democratici come quello americano.
Il 30 maggio Assange non comparve in videolink all'udienza per l'estradizione negli USA in quanto "troppo malato".
Durante la settimana precedente il relatore all'ONU sulla tortura e trattamenti inumani, l'elvetico Nils Melzer, aveva esortato i quattro governi coinvolti nella vicenda giudiziaria (Australia, Regno Unito, Stati Uniti e Svezia) ad astenersi da ulteriori dichiarazioni o atti pregiudizievoli per i diritti umani di Assange e ad adottare misure per fornirgli un risarcimento e una riabilitazione appropriati, manifestando le sue preoccupazioni riguardo alla possibile estradizione negli USA, dove si ritiene che non gli verrebbe garantito un giusto processo. L'estradizione negli Stati Uniti sottoporrebbe Assange al rischio di imputazione per diversi reati tra cui quello di spionaggio, perseguibile secondo l'Espionage Act, oltre che a pene complessive dai 175 anni di carcere fino alla pena capitale. Melzer afferma anche di essere preoccupato per le condizioni di salute di Julian Assange. A fine 2019 Melzer ha poi espressamente invitato il proprio paese a fare di più in favore di Assange.
Il 31 luglio la corte federale degli Stati Uniti pronuncia una sentenza a sfavore del Comitato nazionale democratico, che perde la causa in cui accusava Wikileaks di cospirazione con il governo russo per aver pubblicato le missive rubate.
A settembre 2019, nell'imminenza del rilascio in libertà condizionale per aver scontato metà della pena, il Giudice Vanessa Baraitser ha negato ad Assange la scarcerazione in relazione alla richiesta di estradizione USA, per la quale ha ritenuto che Assange avrebbe molto probabilmente violato i termini della libertà condizionale; al contempo Baraitser ha offerto ai legali di Assange - presente solo tramite collegamento video a tale udienza - la possibilità di richiedere la libertà su cauzione, cosa che però questi non hanno fatto. Da quanto riportato dalla stampa, Assange avrebbe dichiarato di non aver compreso quanto stava accadendo, ad esplicita richiesta in merito da parte del Giudice Baraitser.
Il 21 ottobre 2019 la Corte presieduta da Vanessa Baraitser, presso il tribunale di Westminster, ha stabilito che il dibattimento sulla richiesta di estradizione USA avverrà a partire dal febbraio 2020 presso il tribunale del carcere di massima sicurezza del Belmarsh; tale decisione, che rigetta la richiesta di tempi maggiori presentata dalla difesa di Assange, viene presa nel corso di un'udienza descritta da Craig Murray - presente nel pubblico - quale visibilmente dipendente dalle indicazioni dei rappresentanti dell'Amministrazione USA.
Nel dicembre 2019 un nutrito gruppo di giornalisti di quasi 100 nazioni crea la petizione Speak up for Assange, chiedendo la liberazione di Assange da parte del Regno Unito, asserendo che il reale motivo per cui rischia d'essere perseguito sia il fatto di aver meritoriamente portato alla luce dei crimini di guerra e che il punirlo per tali azioni sarebbe un grave precedente per la libertà di stampa; altresí viene dato rilievo alla violazione dei diritti umani cui Assange è da anni vittima a causa dei tentativi di persecuzione in atto.
A fine dicembre 2019 l'ex magistrato Antonio Ingroia, già attivo nella difesa dell'ex Presidente dell'Equador Rafael Correa Delgado (colui che aveva concesso asilo ad Assange), rivolge un nuovo appello all'Italia affinché conceda spontaneamente asilo politico ad Assange (dopo quello già lanciato nell'ottobre 2019), riprendendo un post su Facebook relativo ad una richiesta di adoperarsi per la liberazione di Assange inviata al Ministro degli Esteri della Repubblica Italiana (Luigi Di Maio) - e per conoscenza al Presidente della Repubblica (Sergio Mattarella) - da Giulietto Chiesa e Massimo Mazzucco.
Il 24 gennaio 2020 Joseph Farrell di WikiLeaks annuncia che Assange, pur trovandosi ancora nel carcere di Belmarsh, non si troverebbe più in isolamento.
In data 27 gennaio, diverse personalità e associazioni del Belgio rivolgono appello affinché Assange venga liberato dalle carceri del Regno Unito e il loro Governo gli riconosca lo status di rifugiato politico, adoperandosi per impedirne l'estradizione negli Stati Uniti, concedendogli un permesso di soggiorno in Belgio, mettendo a sua disposizione quanto necessario alla tutela della sua salute.
Il 28 gennaio 2020, l'Assemblea parlamentare del Consiglio d'Europa, all'interno della risoluzione 2317 (2020) Minacce alla libertà dei media e alla sicurezza dei giornalisti in Europa, ha approvato all'unanimità un emendamento con cui indica agli Stati Membri di considerare la detenzione e i procedimenti penali contro Julian Assange quale un precedente pericoloso per i giornalisti, e di unirsi alla raccomandazione del relatore speciale ONU sulla tortura - Nils Melzer - il quale ha dichiarato che l’estradizione di Assange negli Stati Uniti deve essere vietata e che egli deve essere prontamente rilasciato. Il 31 gennaio il periodico digitale svizzero Republik pubblica una lunga intervista a Melzer, in cui vengono esposti diversi elementi da lui raccolti sulla carcerazione di Assange, che appare da ciò realizzata tramite manipolazioni e violazioni delle procedure con cui la Svezia intendeva incriminarlo per stupro.
Ad inizio febbraio 2020 diverse personalità tedesche, attraverso la "Conferenza Stampa Federale" di Berlino (Bundespressekonferenz - BPK), hanno dato il via ad una raccolta firme in favore di Assange, con cui chiedono al proprio Governo di adoperarsi per ottenerne la liberazione.
Con l'approssimarsi della prima udienza sulla domanda di estradizione presentata dagli USA al Regno Unito, prevista per lunedì 24 febbraio, in Italia vengono organizzate manifestazioni in sostegno di Assange a Milano, Cagliari e Roma, con la richiesta che l'estradizione sia negata; analoghe manifestazioni si tengono in altre parti del mondo, in particolare a Londra, dove a sostegno di Assange manifestano anche personalità quali il musicista Roger Waters, la stilista Vivienne Westwood e l'economista Yanis Varoufakis.
Il 24 febbraio viene data notizia che alcuni parlamentari australiani hanno richiesto al loro Governo che, anche alla luce delle intercettazioni subite da Assange durante i colloqui con i suoi legali, questo prema sul Regno Unito per il respingimento della richiesta di estradizione degli USA.
La settimana di udienze del febbraio 2020 si è svolta in condizioni di forte condizionamento per Assange, sia per trattamenti provanti in prigione, sia per essersi tenuta in una struttura preposta per particolari crimini terroristici anziché nelle usuali Corti cittadine, dove Assange è stato mantenuto isolato dai suoi legali in un box di massima sicurezza, da cui ha più volte lamentato di non riuscire né a seguire adeguatamente il procedimento né a relazionarsi utilmente con i suoi avvocati; tali accadimenti sono stati fortemente criticati dall'Istituto per i Diritti Umani dell'IBA (IBAHRI), cui alcuni aderenti avevano già manifestato vicinanza ad Assange nel dicembre precedente, ravvisando in tale condotta del processo elementi incompatibili con quanto prevede la Convenzione delle Nazioni Unite contro la tortura e altre pene o trattamenti crudeli, disumani o degradanti.
Oltre agli appelli contro le violazioni dei diritti umani e del diritto legale, nel frattempo avvengono prese di posizione in favore di Assange a livello internazionale anche da parte di svariati medici, molti dei quali si sono riuniti nel gruppo "Doctors for Assange", pubblicando una lettera con le loro preoccupazioni sulla nota rivista di settore The Lancet, e richiedendo espressamente al Governo Australiano - attraverso il Ministro per gli Affari Esteri - di intervenire con urgenza ed efficacia in soccorso del suo concittadino.
Nel gennaio 2021 il tribunale distrettuale britannico nega la richiesta di estradizione da parte degli Usa per Assange a causa delle sue condizioni mentali: il regime di isolamento al quale sarebbe sottoposto negli Stati Uniti potrebbe portarlo al suicidio vista la sua depressione clinica.
Dal 10 dicembre 2021 è detenuto esclusivamente a scopo preventivo per garantire la sua presenza durante il processo di estradizione negli Stati Uniti in corso, un procedimento che potrebbe durare diversi anni.
Il 20 aprile 2022 il tribunale di Londra autorizza formalmente l'estradizione di Julian Assange negli Stati Uniti. Vennero in seguito presentati vari ricorsi, tutti respinti, in attesa dell'ultimo appello presentato presso l'Alta Corte, che si dovrà pronunciare per il 22 giugno 2023.
Nel giugno 2023 la moglie Stella viene ricevuta in Vaticano da papa Francesco per discutere le modalità di liberazione del marito dalla prigione di Belmarsh. Il papa in persona scrive ad Assange offrendosi di dargli asilo nello Stato Vaticano.
Un nuovo appello della difesa contro l'estradizione di Julian Assange viene presentato all'Alta Corte di Giustizia britannica. I giudici avrebbero dovuto pronunciarsi in secondo grado sul ricorso della difesa contro il rifiuto del giudice britannico di prima istanza all'ammissione di un ulteriore appello per bloccare l'estradizione. In caso di esito favorevole, il giornalista avrebbe avuto un'altra possibilità di discutere il suo caso in un tribunale di Londra, mentre in caso di esito negativo non avrebbe più avuto possibilità di presentare ulteriori appelli e l’estradizione avrebbe potuto avere luogo. In questo caso, i legali del giornalista avrebbero avuto, come unica via, il ricorso d'urgenza – entro 24 ore dal verdetto – alla Corte europea dei Diritti Umani. Il 26 marzo l'Alta Corte di Giustizia accoglie il ricorso e concede un nuovo appello contro l'estradizione.
Infine il 24 giugno 2024 Assange viene scarcerato in seguito al patteggiamento con la giustizia statunitense e il pomeriggio dello stesso giorno viene liberato su cauzione dalle autorità britanniche presso l'aeroporto di Londra Stansted, da cui si reca con un jet privato nelle Isole Marianne Settentrionali, dipendenti dagli USA, per presenziare all'udienza finale.

### Il matrimonio
Durante la sua detenzione, Julian Assange si è sposato; le nozze con Stella Moris, suo ex avvocato, sono state celebrate nel carcere di massima sicurezza britannico nel quale il fondatore di WikiLeaks era rinchiuso.
La cerimonia si è svolta alla presenza di un piccolo gruppo di invitati (quattro ospiti e i due testimoni), ma i sostenitori sono stati chiamati a recarsi nei pressi della prigione di Belmarsh, nel sud-est di Londra, vestiti come per partecipare al matrimonio.

## Riconoscimenti
- 2008 - The Economist New Media Award[202]
- 2009 - Amnesty International UK Media Awards[203]
- 2010 - Persona dell'anno secondo i lettori del Time[204]
- 2010 - Premio Sam Adams[205]
- 2010 - Persona dell'anno secondo I lettori di Le Monde[206]
- 2011 - Premio Dacia Libera[207]
- 2011 - Medaglia d'oro della Fondazione Sidney Peace[208]
- 2011 - Premio Walkley[209]
- 2011 - Premio per il Giornalismo Martha Gellhorn[210]
- 2011 - Premio Voltaire per la libertà di parola[211]
- 2013 - Global Exchange Human Rights Award[212]
- 2013 - Medaglia d'argento al Festival di New York[213]
- 2014 - Primo premio dell'Unione dei giornalisti del Kazakistan[214]
- 2019 - GUE/NGL Premio Galizia[215]
- 2019 - Premio Gavin MacFadyen[216]
- 2019 - Premio per la pace di Stoccarda[217]
- 2023 - Cittadinanza onoraria della città di Napoli
- 2023 - Cittadinanza onoraria della città di Reggio Emilia
- 2024 - Cittadinanza onoraria della città di Foggia
- 2024 - Cittadinanza onoraria della città di Bologna
- 2024 - Cittadinanza onoraria della città di Imola
- 2024 - Cittadinanza onoraria della città di Roma

## Opere
- Julian Assange, Quando Google ha incontrato Wikileaks, Viterbo, Stampa alternativa, 2015, ISBN 978-88-6222-468-0, OCLC 935658688. URL consultato il 7 maggio 2019.
- Julian Assange, Internet è il nemico: conversazione con Jacob Appelbaum, Andy Müller-Maguhn e Jérémie Zimmermann, traduzione di Giancarlo Carlotti, Milano, Feltrinelli, 2013, ISBN 88-07-17258-5.

## Media

### Cinema
- Underground: The Julian Assange Story, regia di Robert Connolly (2012) - film trasmesso su Network Ten
- Il quinto potere (The Fifth Estate), regia di Bill Condon (2013) - film

### Televisione
- We Steal Secrets: The Story of WikiLeaks, regia di Alex Gibney (2013) - documentario
- Risk, regia di Laura Poitras (2016) - documentario
- Ithaka[224], regia di Ben Lawrence (2021) - il documentario racconta, attraverso la voce dei parenti e amici intimi, gli anni di prigionia e le campagne in corso per la libertá di Julian Assange.

### Musica
- Canzone per Julian di Germano Bonaveri (2023)